# Šelpice
Šelpice (deutsch Schelpitz, ungarisch Selpőc – bis 1907 Selpic) ist eine Gemeinde im Westen der Slowakei mit 901 Einwohnern (Stand 31. Dezember 2024). Sie gehört zum Okres Trnava, einem Teil des Trnavský kraj.

## Geographie

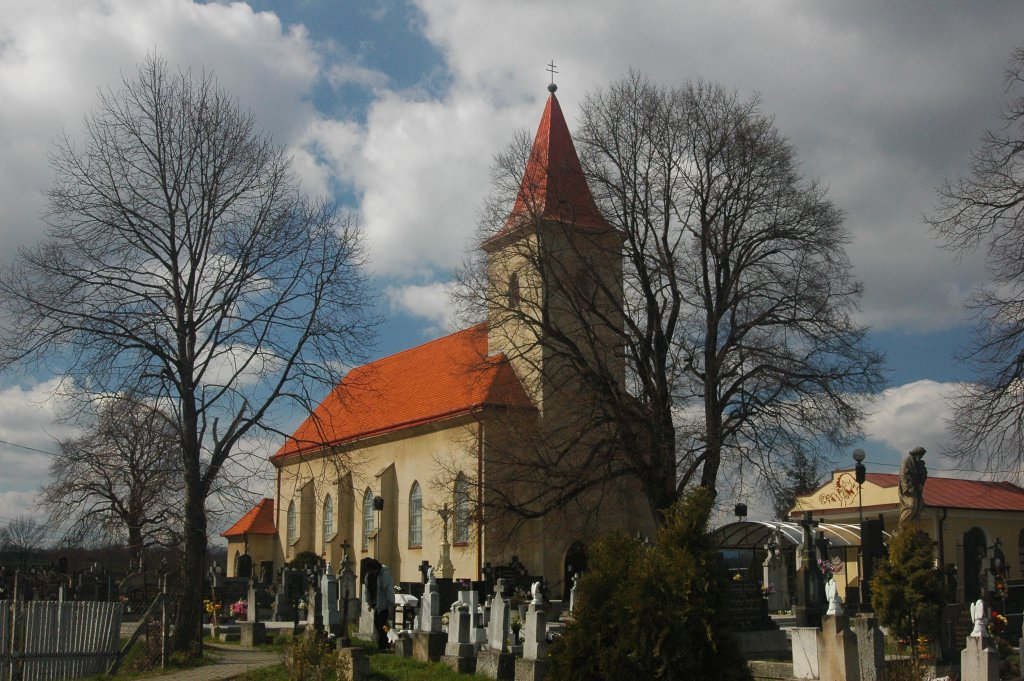
Kirche im Ort

Die Gemeinde befindet sich im Hügelland Trnavská pahorkatina am rechten Ufer des Flüsschens Trnávka. Das Ortszentrum liegt auf einer Höhe von 164 m n.m. und ist acht Kilometer von Trnava entfernt.
Nachbargemeinden sind Boleráz im Nordwesten, Bohdanovce nad Trnavou im Osten, Trnava im Süden, Zvončín im Südwesten und Suchá nad Parnou im Westen.

## Geschichte
Šelpice wurde zum ersten Mal 1283 als Selpe schriftlich erwähnt, andere Quellen geben schon das Jahr 1249 an. Er gehörte lange Jahre zum Herrschaftsgut der Burg Červený Kameň (deutsch Bibersburg). Nach einem Türkeneinfall im Jahr 1530 wurde das Dorf verwüstet und neun Jahre später auf Bestreben der Familie Fugger wieder bevölkert. Zu dieser Zeit kamen auch viele Kroaten aus den besetzten Gebieten Kroatiens. 1715 hatte die Ortschaft Weingärten und 20 Steuerpflichtige, 1828 zählte man 53 Häuser und 385 Einwohner, deren Haupteinnahmequellen Landwirtschaft und Weinbau waren.
Bis 1918 gehörte der im Komitat Pressburg liegende Ort zum Königreich Ungarn und kam danach zur Tschechoslowakei beziehungsweise heute Slowakei.
Von 1975 bis 1990 war der Ort Teil der Gemeinde Bohdanovce nad Trnavou.

## Bevölkerung
| Jahr                | 1994 | 2004    | 2014     | 2024    |
| ------------------- | ---- | ------- | -------- | ------- |
| Anzahl der Personen | 582  | 589     | 867      | 901     |
| Unterschied         |      | +1,20 % | +47,19 % | +3,92 % |

| Jahr                | 2023 | 2024    |
| ------------------- | ---- | ------- |
| Anzahl der Personen | 905  | 901     |
| Unterschied         |      | −0,44 % |

Nach der Volkszählung 2011 wohnten in Šelpice 770 Einwohner, davon 735 Slowaken, elf Magyaren, drei Tschechen sowie jeweils zwei Mährer und Russen. Sechs Einwohner gaben eine andere Ethnie an und elf Einwohner machten diesbezüglich keine Angabe. 627 Einwohner bekannten sich zur römisch-katholischen Kirche, vier Einwohner zur evangelischen Kirche A. B., zwei Einwohner zur reformierten Kirche sowie jeweils ein Einwohner zur griechisch-katholischen Kirche und zur orthodoxen Kirche; ein Einwohner bekannte sich zu einer anderen Konfession. 106 Einwohner waren konfessionslos und bei 28 Einwohnern wurde die Konfession nicht ermittelt.

## Bauwerke
- römisch-katholische Christkönigskirche aus dem Jahr 1946

## Verkehr
Šelpice liegt direkt an der Straße 1. Ordnung 51 (Teilstrecke tschechische Grenze–Trnava) und wird zudem durch den Bahnhof Šelpice an der Bahnstrecke Trnava–Kúty bedient.